# Starý Plzenec
Starý Plzenec é uma cidade checa localizada na região de Plzeň, distrito de Plzeň-město.